# Jah No Dead
Jah No Dead − album kompilacyjny Burning Speara, wykonawcy reggae, wydany 17 czerwca 2003.

## Lista utworów
1. "Social Living" - Long Version
2. "Marcus Say Jah No Dead"
3. "Slavery Days"
4. "The Invasion"
5. "Marcus Garvey"
6. "Man in the Hills" - Album Version
7. "Throw Down Your Arms"
8. "People Get Ready" - Album Version
9. "Dry & Heavy"
10. "Civilised Reggae"
11. "I and I Survive" (Slavery Days)
12. "The Ghost" (Marcus Garvey)
13. "Jah No Dead"